# 정현수 (야구 선수)
정현수(2001년 5월 10일 ~ )은 KBO 리그 롯데 자이언츠의 투수이다.

## 롯데 자이언츠시절
2024년에 입단하였는데 본인(정현수) 뿐 아니라 심재민 (2023년 시즌 중 KT에서 이적) 김진욱 박재민 (2023년 말 사회복무요원 해제 후 복귀) 등 좌완투수 풀이 어느 정도 늘어나면서 2023년 육성선수로 입단한 뒤 퓨처스리그에서 준수한 활약을 보여 준  조준혁이 같은 해 말   방출되기도 했다.
2024년 4월 11일 삼성 라이온즈와의 경기에 중간 계투로 데뷔 첫 경기를 치렀고, 경기에서 0이닝 1사사구를 기록했다.

## 출신 학교 명단
- 대연초등학교
- 부산중학교
- 부산고등학교
- 송원대학교

## 통산 기록
| 연도 | 팀명  | 평균자책점 | 경기 | 완투 | 완봉 | 승 | 패 | 세 | 홀 | 승률  | 타자 | 이닝 | 피안타 | 피홈런 | 볼넷 | 사구 | 탈삼진 | 실점 | 자책점 |
| ---- | ----- | ---------- | ---- | ---- | ---- | -- | -- | -- | -- | ----- | ---- | ---- | ------ | ------ | ---- | ---- | ------ | ---- | ------ |
| 2024 | 롯데  | 4.56       | 18   | 0    | 0    | 1  | 1  | 0  | 1  | 0.500 | 104  | 23⅔  | 20     | 0      | 12   | 2    | 25     | 12   | 12     |
| 통산 | 1시즌 | 4.56       | 18   | 0    | 0    | 1  | 1  | 0  | 1  | 0.500 | 104  | 23⅔  | 20     | 0      | 12   | 2    | 25     | 12   | 12     |